# Bellota violacea
Bellota violacea is een spinnensoort in de taxonomische indeling van de springspinnen (Salticidae).
Het dier behoort tot het geslacht Bellota. De wetenschappelijke naam van de soort werd voor het eerst geldig gepubliceerd in 1972 door María Elena Galiano.